# Coppenbrügge
Coppenbrügge là một đô thị thuộc huyện Hamelin-Pyrmont, trong bang Niedersachsen, Đức. Đô thị này có diện tích 89,81 km², cách Hamelin khoảng 15 km về phía đông.
Đô thị này gồm các làng:
- Bäntorf
- Behrensen
- Bessingen
- Bisperode
- Brünnighausen
- Coppenbrügge
- Diedersen
- Dörpe
- Harderode
- Herkensen
- Hohnsen
- Marienau